# Mexikanische Plateau-Klapperschlange
Die Mexikanische Plateau-Klapperschlange (Crotalus triseriatus) ist eine Art der Klapperschlangen (Crotalus) aus den Bergregionen des zentralmexikanischen Plateaus. Die höchsten Funde dieser Art liegen in einer Höhe von 4.572 Metern, wodurch diese Art die Schlange ist, die in den höchsten bislang festgestellten Lebensräumen vorkommt.

## Merkmale
Die Kantenkopf-Klapperschlange ist eine relativ kleine Klapperschlange mit einer durchschnittlichen Körperlänge von etwa 50 Zentimetern, die in seltenen Fällen auch 60 Zentimeter lang werden kann. An den Kopfseiten ziehen sich zwei helle Linien, meistens weiß, mit einem hellbraunen Zwischenraum parallel zur Mundspalte entlang.
Die typische Grundfärbung ist rostbraun oder grau, das Zeichnungsmuster besteht aus großen rechteckigen und dunklen Flecken, die von und hinten durch eine schwarze oder dunkelbraune Linie begrenzt sind. Die Zwischenräume zwischen den Flecken sind heller bis weiß, sodass eine Sekundärzeichnung aus hellen Querbalken entsteht. Die Unterart C. t. armstrongi weist einen Sexualdimorphismus auf, wobei die Weibchen braun bis grau und die Männchen grünlich bis gelb sind.

## Verbreitung und Lebensraum

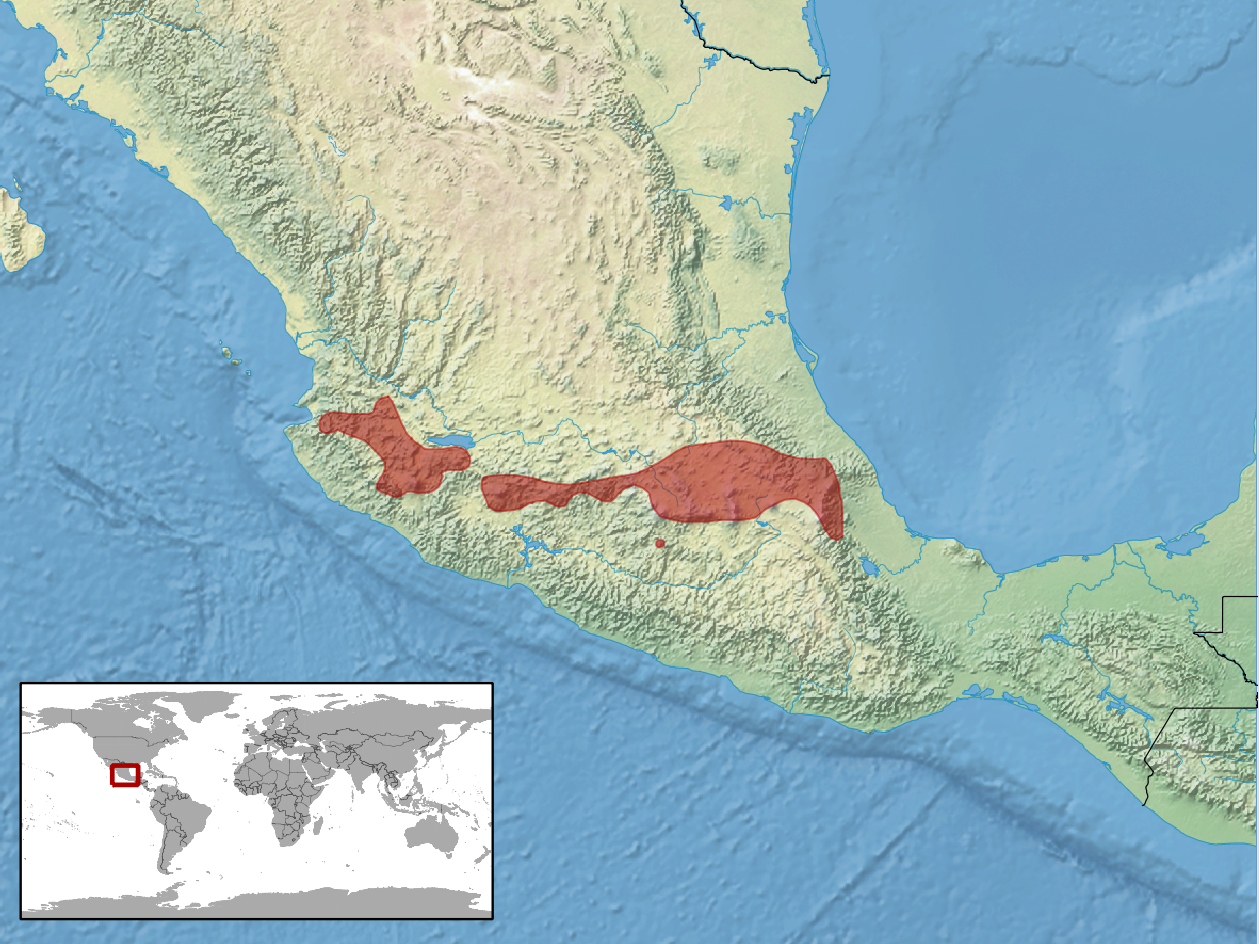
Verbreitungsgebiet

Das Verbreitungsgebiet der Schlange zieht sich entlang der südlichen Kante des zentralmexikanischen Plateaus im vulkanischen Hochland entlang der Bundesstaaten Jalisco, México, Michoacán, Morelos, Nayarit, Puebla, Tlaxcala und Veracruz.
Der Lebensraum der Schlange ist dominiert von lockeren Kiefern-Eichen-Wäldern. Sie bevorzugt grasbewachsene Lichtungen in der Nähe von Gewässern. Die höchsten Funde dieser Art liegen in einer Höhe von 4.572 Metern, wodurch diese Art die Schlange ist, die in den höchsten bislang festgestellten Lebensräumen vorkommt.

## Schlangengift
Über die spezifische Wirkung des Giftes dieser Art liegen keine Angaben vor.

## Systematik
Aktuell werden zwei Unterarten der Wald-Klapperschlange unterschieden:
- C. t. armstrongi im östlichen Teil des Verbreitungsgebietes
- C. t. triseriatus im westlichen Teil des Verbreitungsgebietes.